# Remoiville (België)
Remoiville is een dorp in de Belgische provincie Luxemburg dat deel uitmaakt van Hompré, zelf een deelgemeente van de gemeente Vaux-sur-Sûre. Het dorpscentrum ligt bijna vijf kilometer ten zuidwesten van het dorpscentrum van Hompré.

## Geschiedenis
Het slot van Remoiville is geheel verdwenen. Op het einde van het ancien régime werd Remoiville een gemeente. In 1823 werden bij een grote gemeentelijke herindeling in de provincie Luxemburg veel kleine dorpen samengevoegd en de gemeente Remoiville werd, net als Remichampagne en Assenois, opgeheven en aangehecht bij de gemeente Hompré.

## Bezienswaardigheden
- De Église Saint-Maurice

Deelgemeenten: Hompré · Juseret · Morhet · Nives · Sibret · Vaux-lez-Rosières

Overige dorpen en gehuchten: Assenois · Belleau · Bercheux · Chaumont · Chenogne · Clochimont · Cobreville · Grandru · Jodenville · La Barrière · Lavaselle · Lescheret · Mande-Sainte-Marie · Morhet-Station · Poisson-Moulin · Remichampagne · Remience · Remoiville · Rosières · Salvacourt · Sûre · Villeroux 

Belgische gemeenten · Arrondissement Neufchâteau · Luxemburg · Wallonië